# Poa figertii
Poa figertii är en gräsart som beskrevs av Julius Gerhardt. Poa figertii ingår i släktet gröen, och familjen gräs. Inga underarter finns listade i Catalogue of Life.